# 安德森維爾 (印地安納州)
安德森維爾（英語：Andersonville）是位於美國印地安納州富蘭克林縣的一個非建制地區。該地的面積和人口皆未知。